# Mazda RX-01
 (mai 2019).
Si vous disposez d'ouvrages ou d'articles de référence ou si vous connaissez des sites web de qualité traitant du thème abordé ici, merci de compléter l'article en donnant les références utiles à sa vérifiabilité et en les liant à la section « Notes et références ».
La Mazda RX-01 est un concept car du constructeur automobile japonais Mazda présenté au salon Tokyo Motor Show de 1995.
Conçu pour répondre au besoin d'un coupé sportif, attractif et plus abordable que la Mazda RX-7, ce coupé 2+2 adopte un toit panoramique en verre et un moteur rotatif de type Wankel 13B-MSP. Cette motorisation continuera d'être développée pour devenir le moteur Renesis qui équipera le coupé RX-8.
La RX-01 ne sera jamais commercialisée pour succéder au coupé RX-7, qui sera finalement abandonnée en 1995 pour l'Amérique et l'Europe bien que proposée jusqu'en 2002 au Japon.